# New Hollywood
New Hollywood designa un moviment cinematogràfic estatunidenc de finals de la dècada del 1960 fins al començament de la dècada del 1980, que va modernitzar de manera significativa la producció de pel·lícules a Hollywood. Aquest cinema, inscrit en la contracultura i influenciat pel neorealisme italià i la Nouvelle vague francesa, es caracteritza per la presa de poder dels directors al si de les Societats de producció de cinema estatunidenques (o majors) i la representació sota una nova radicalitat de temes llavors tabú com la violència o la sexualitat. New Hollywood va renovar igualment els gèneres clàssics del cinema estatunidenc (western, cinema negre) o els va «desconstruir» alliberant-se convencions d'aquests.
El període relativament curt de New Hollywood és considerat com una de les fases més importants del cinema des del punt de vista artístic, i va donar a conèixer nombrosos directors com a Francis Ford Coppola, Martin Scorsese, Brian De Palma i Dennis Hopper.

## El «vell Hollywood»

### L'Edat d'or
Es designa sovint l'era clàssica del cinema estatunidenc que precedeix el New Hollywood per la «edat d'or», en referència al cinema produït per les productores estatunidenques (majors) del començament dels anys 1930 al final dels anys 1950. Les pel·lícules van estar marcades per les estructures de producció i els  gèneres cinematogràfics, que s'havien anant construint des de l'època del cinema mut, i per l’star system de la «indústria del somni». Moltes de les pel·lícules de l'edat d'or es classificaven segons un gènere ben definit (comèdia, western, aventures...) que implicava les seves estrelles ben identificades (Cary Grant per a la comèdia, John Wayne per al western, Errol Flynn per a la pel·lícula d'aventures). Durant decennis, les majors controlaven tota la cadena de producció, des del  guió fins a la seva distribució, incloent-hi el muntatge.
Aquest sistema de producció va ser productiu tant comercialment com artísticament. Malgrat aquesta automatització en l'elaboració de les pel·lícules, directors de renom com Frank Capra, Howard Hawks, John Ford, Alfred Hitchcock, Orson Welles, John Huston o Billy Wilder van crear les seves pel·lícules de referència i van fundar nous estils.
En aquesta època, molts dels millors directors, guionistes, actors, directors de fotografia i compositors, de totes les nacionalitats, treballaven a Hollywood, sobretot gràcies a una certa comoditat de treball. La qualitat tècnica de les pel·lícules era d'un nivell notable.
Però la fórmula de l'èxit era variable, i, amb l'arribada de la televisió, Hollywood es va sentir amenaçat i va replicar produint epopeies monumentals com Els Deu Manaments o Ben Hur, i inventant o popularitzant noves innovacions tècniques com el Cinemascope. Moltes de les pel·lícules del «vell Hollywood» tenien lloc en un món idealitzat i responia a la necessitat d’un públic a la recerca de diversió que no volia ser confrontat a la realitat social.

### La crisi
Al començament dels anys 1960, «la fàbrica de somnis» de Hollywood, van arribar a un punt mort. La carrera de directors de renom com Alfred Hitchcock o John Ford declinava, i les estrelles de la «Edat d'or» eren o mortes (Humphrey Bogart, Gary Cooper), o de tornada (Cary Grant, John Wayne). Els dirigents dels estudis, tots molt grans com Jack Warner, ocupaven aquests càrrecs des de l'era del cinema mut i havien perdut tot contacte amb la realitat social d’aleshores. Cada vegada més pel·lícules eren produïdes per a un públic que ja no existia, i, en una temptativa desesperada per reconquerir-lo, els estudis comprometien sumes immenses en pel·lícules monumentals o comèdies musicals.

## El New Hollywood s'immisceix

### Primers èxits
El buit artístic que es podia veure a Hollywood a mitjans dels anys 1960 va permetre a joves cineastes establir una nova manera de fer cinema. El 1967, Arthur Penn va realitzar amb Bonnie And Clyde una pel·lícula de gàngsters la posició escèptica antiestablishment de la qual, va trencar tabús de Hollywood, i amb un estil de narració líric i modern va trobar l'esperit del seu temps. El mateix any, Mike Nichols va seduir amb la seva pel·lícula El graduat, on Dustin Hoffman, que es va donar a conèixer al públic i a la crítica amb aquesta pel·lícula, interpretava un personatge en rebel·lió contra el món avorrit, viciat i «petit-burgès» de la generació dels seus pares.
El primer gran èxit que va rodar New Hollywood va ser el road movie Easy Rider de Dennis Hopper (1969), posant en escena el periple de dos bikers - interpretats per Dennis Hopper i Peter Fonda - enmig d'una Amèrica profunda conservadora i racista. Easy Rider, que havien costat menys de 400.000 dòlars, va ser acollit amb entusiasme per la «generació Woodstock» i va trobar un enorme èxit comercial a través del món, guanyant aproximadament 60 milions de dòlars.
El director Robert Altman, oficiant llavors a la televisió, va rodar en plena Guerra del Vietnam M*A*S*H (1970), una sàtira càustica i antimilitarista sobre la Guerra de Corea, on els herois (entre els quals Donald Sutherland) porten el codi militar fins a l'absurd.
L'antic muntador Hal Ashby va realitzar Harold i Maude i The Last Detail dues pel·lícules del New Hollywood amb una mirada pròpia sobre els comportaments de la societat. John Cassavetes, que treballava en produccions comercials (Els dotze del patíbul), va filmar com a director les crisis i neurosis dels quadragenaris de la classe mitjana americana (Faces, 1968).

### Western
El director experimentat de Hollywood Sam Peckinpah va signar alguns westerns de tercera generació inimitables, poètics i pessimistes com Grup salvatge o Pat Garrett i Billy The Kid. La simpatia de Peckinpah anava amb els fugitius fracassats - a semblança dels bandits entendridors de Butch Cassidy and the Sundance Kid de George Roy Hill (1969) - davant un Estat totpoderós que els abatrà sense pietat. A Petit gran home (1969), «antiwestern» satíric i divertit, Dustin Hoffman encarna un antiheroi amistós enmig de les guerres índies. Els simpàtics Indis de la pel·lícula contrasten amb la representació de l'heroi nacional George Armstrong Custer com a psicòpata brutal.
A McCabe i la senyora Miller (1971), Robert Altman s'allibera de totes les regles del  gènere i traça el retrat d'un aventurer desenganyat en una ciutat fangosa de l'Oest. En The Missouri Brecs d'Arthur Penn (1975), Marlon Brando interpreta un assassí estrany que parodia els bandits tradicionals del western. Robert Redford encarna per a Sydney Pollack un jove tramper que descobreix la bellesa i la crueltat de les Rocoses (Jeremiah Johnson, 1971).

### Comèdies
Al final dels anys 1960, l'humorista de teatre Woody Allen va començar a representar les neurosis - sovint sexuals - d'un ciutadà modern en comèdies originals com Annie Hall o Manhattan, ajudades de la fotografia de Gordon Willis. Amb les seves ulleres i la seva silueta fràgil, Allen, amb el paper principal en la majoria de les seves pel·lícules, era la figura emblemàtica de l'antiheroi d'aquesta època. Woody Allen era guionista, director i actor de les seves creacions. Aquesta llibertat era possible al si de la United Artists que produïa les seves pel·lícules en els anys 1970, i que en va treure un cert benefici tant cultural com popular i pecuniari. Mel Brooks va crear una sèrie de pel·lícules paròdiques com El jove Frankenstein (1974) o L'última Bogeria De Mel Brooks (1976), en les quals el Hollywood clàssic era escarnit irrespectuosament però sense animositat.

### Pel·lícules de terror
Amb La Nuit des morts-vivants, rodada sense mitjans, George A. Romero va posar les bases de la pel·lícula de terror modern, on l'amenaça de zombis mutants de ciutadans simbolitza una societat escleròtica pel racisme i el consum de masses. Sempre sota condicions financeres difícils, John Carpenter va rodar una sèrie de thrillers crítiques iniciada amb Assalt (1976) i Halloween, la nit de les màscares (1978), caracteritzades pel seu ambient fosc i pessimista. A The Texas Chain Saw Massacre (1974) de Tobe Hooper, hippies tranquils de província són salvatgement assassinats per grangers. Rosemary’s Baby (1968), L'exorcista i The Omen posen en escena «nens-dimonis» - aquestes tres pel·lícules poden ser interpretades com a al·legories sobre el conflicte generacional de l'època.

### Ciència-ficció
Les pel·lícules de ciència-ficció del New Hollywood es distingeixen pel seu clima pessimista i crític respecte a la civilització. A El planeta dels simis (1968) i El Supervivent (1970), Charlton Heston s'aventura en mons postapocalíptics opriments. Soylent Green (1973, sempre amb Heston) mostra la fase terminal de la civilització occidental, sota la influència de la boira, de la contaminació i d'una nova forma de canibalisme. A Silent Running (1972) de Douglas Trumbull, els últims boscos de la Terra són conservats en un nau espacial-hivernacle. A The Andromeda Strain (1971) de Robert Wise, microorganismes exteriors ataquen un laboratori secret, a The Crazies (1973) de Romero, substàncies químiques militars fan mutar tranquils vilatans en assassins.
John Carpenter descriu a Dark Star (1974) les aventures absurdes de l'ocupació d'una nau l’objectiu de la qual és d'aniquilar els «planetes inestables». En THX 1138 (1971) de George Lucas, les víctimes imberbes d'una dictadura esterilitzada es rebel·len contra el seu botxí. Fase IV (1974) de Saul Bass narra la història d'un equip de científics en una lluita vana contra una societat de formigues d'una intel·ligència superior. Finalment la pel·lícula Alien de Ridley Scott, que ha revolucionat l'estètica de la pel·lícula de ciència-ficció, representa a través d'una atmosfera de malson l'exterminació d'una tripulació de nau espacial per un extraterrestre.

### Pel·lícules musicals
La música popular dels anys 1960- 70 és àmpliament utilitzada com a banda original a les pel·lícules del New Hollywood. Paral·lelament són produïdes les pel·lícules musicals com Head (1968), en la qual Bob Rafelson (sobre un guió de Jack Nicholson) relata les aventures excitades i psicodèliques del grup pop-rock The Monkees, inspirat en la pel·lícula sobre els Beatles de Richard Lester. Bob Fossa, cèlebre coreògraf de comèdies musicals, s'emporta 8 Oscars amb Cabaret (1972). El documentalista D.A. Pennebaker va filmar una gira de Bob Dylan a Dont Look Back (1967) i el festival Monterey Pop (1968). La pel·lícula de Michael Wadleigh sobre Woodstock és considerada com un document testimoni de la «generació flower power». A The Last Waltz, Martin Scorsese filma el concert d'adéu del grup The Band.

## El director autor
En la majoria de les pel·lícules del New Hollywood, el director té un lloc central en la seva elaboració. Queda com el responsable de la història i des del punt de vista artístic de la pel·lícula, i disposa del «final cut», és a dir que determina fins al final el muntatge de la seva pel·lícula. En les produccions anteriors de Hollywood, només els productors o els directors d'estudi tenien aquest poder de decisió final.
La majoria dels directors del New Hollywood s’emmirallaven en la tradició europea del cinema d'autor, on el director també s’implica en el guió, la producció i el muntatge. Moltes de les innovacions del New Hollywood - estilístiques o de guió - eren continuïtat de les de la Nouvelle vague francesa o del neorealisme italià.
Molt cinèfils, aquests cineastes s'entusiasmaven per la qualitat del cinema europeu i admiraven els directors com a François Truffaut, Jean-Luc Godard, Jean Renoir, Ingmar Bergman, Federico Fellini, Luchino Visconti o Michelangelo Antonioni. Mantenien les seves distàncies amb les produccions comercials de Hollywood i desitjaven seguir una visió personal, rodant pel·lícules profundament subtils i artístiques.

## Nous temes, noves tècniques, noves estrelles

### Temes
Les pel·lícules del New Hollywood tenen a veure amb temes socials i evoquen sovint els moviments de protesta que es rebel·len contra estructures socials entumides i la Guerra del Vietnam, i predicaven la liberalització de la societat. No és rar sentir a les bandes originals pel·lícules els grups de música que simbolitzen aquestes aspiracions, com Bob Dylan, Cat Stevens, Simon and Garfunkel, The Doors, Steppenwolf o inclús els Rolling Stones.
Les històries del New Hollywood no es desenvolupen en un món idíl·lic i hermètic, sinó que fan lloc a una visió realista dels individus i dels seus problemes. No converteixen els protagonistes en herois, però es qüestionen i s'analitzen les seves accions i les seves motivacions. Molts d'ells xoquen amb les realitats sense trobar remeis, o acaben pel seu fracàs - sovint fatal - en màrtirs d'un «sistema» que els ha vençut moralment.
Els representants de l'autoritat (Estat, família...) són corromputs, psicòpates, conspiradors. Els homes de poder, els que són a dalt de tot, s'erigeixen en bancarroters morals. Darrere aparences de conveniència, condueixen maniobres opaques dignes dels serveis secrets que amenacen ciutadans mitjans inofensius. El New Hollywood reflecteix l'estat d'inseguretat i de paranoia de l'era del Vietnam i del Watergate.

### Tècniques i estètica
Per la banda de la tècnica, les noves innovacions com càmeres més lleugeres han fet possible nous estils de narració. A semblança de la Nouvelle vague, els cineastes podien deixar els platós per rodar a l'exterior, de vegades en un estil quasi documental, sense il·luminació suplementària. L'estètica típica d'aquestes pel·lícules es pot definir com a la de «documentals posats en escena» (Cowboy de mitjanit,  French Connection, Mean Streets). Aquest enfocament realista, que apunta a aportar un punt de vista objectiu sobre el món, era sovint combinat paradoxalment amb un estil expressionista. Els caps d'aquests cineastes realistes eren els documentalistes Richard Leacock, D.A. Pennebaker, David i Albert Maysles.

### Actors
Els papers del New Hollywood en general no anaven a les estrelles de Hollywood ben establertes, moltes coneixien un declivi de la seva carrera al final dels anys 1960. Se'ls va reemplaçar per intèrprets que estaven lluny dels canons físics del gènere, sense verdader encís, però d'un talent ràpidament reconegut, en la intenció d'instaurar un nou realisme en la interpretació i els personatges. Així van començar les carreres de Gene Hackman, Robert Duvall, Martin Sheen, John Cazale, Gene Wilder, Richard Dreyfuss, Donald Sutherland, Elliott Gould o inclús Bruce Dern. Molts d'aquests actors provenien de l'escena «off» de Broadway i no haurien pogut aspirar més que a petits papers secundaris en l'antic sistema de Hollywood.
Jack Nicholson, Robert De Niro, Dustin Hoffman i Al Pacino representen els actors principals d'aquesta època. Gràcies al seu compromís intensiu i la seva configuració dels personatges, van atènyer un estatut de «superestrella» de Hollywood que va durar decennis.
Warren Beatty i Robert Redford es van convertir igualment en estrelles de primer nivell del New Hollywood. Malgrat el seu aspecte més d’acord amb l'estereotip d'actor-estrella, aportaven en el seu joc un escepticisme, una malenconia contrària a l'encís. A més, assumien les funcions de director i productor. Jon Voight i Ryan O'Neal, igualment destacats pel seu físic, van interpretar papers distingint-se del New Hollywood. Actors ja reconeguts com Paul Newman, Burt Reynolds, Steve McQueen o Burt Lancaster van treballar amb els més importants directors del moviment. La llegenda Marlon Brando, després d'un «forat» a la seva carrera, la va rellançar gràcies a Francis Ford Coppola i els seus papers a El Padrí i Apocalypse Now.
Els temes «masculins» del New Hollywood deixaven poc lloc a les actrius pels principals papers. Entre les actrius emergents del moviment, es compta Faye Dunaway, Jane Fonda, Barbra Streisand, Diane Keaton, Jill Clayburgh, Ellen Burstyn o Karen Black.

## Moment àlgid

### Friedkin, Bogdanovitch i Polanski
El New Hollywood va atènyer la seva cimera artística i comercial al començament dels anys 1970. Directors que no havien rodat fins aleshores pel·lícules de petit pressupost van guanyar un èxit popular considerable i mundial.
William Friedkin va iniciar el 1971 amb French Connection el prototip de la pel·lícula policíaca moderna i va tractar amb Gene Hackman el seu personatge d'investigador dels «estups» fanàtic de racisme latent. Friedkin va tornar dos anys més tard amb L'exorcista, pel·lícula de terror convincent des d'un punt de vista artístic, que es va convertir en un fenomen mundial.
El molt cinèfil Peter Bogdanovich va conèixer els èxits amb les seves primeres pel·lícules, la malenconiosa L'última projecció (1970) i la comèdia agosarada What's Up, Doc? (1972).
El franco-polonès Roman Polanski vivia des de feis uns quants anys a Hollywood i va sorprendre la crítica i el públic amb la seva intriga a Chinatown, brillantment posada en escena, en la qual Jack Nicholson intèrpret un detectiu privat amb el nas tallat.

### Francis Ford Coppola
L'estatunidenc d'origen italià Francis Ford Coppola va conèixer encara més l'èxit. Va fascinar el públic i la critica amb l'epopeia mafiosa dels «Padrí ». El Padrí mostra Marlon Brando en el paper - sovint parodiat - de cap barroc de la Màfia, la noció d'honor del qual no és compartida pels seus successors i competidors sense escrúpols. Amb la seva continuació El Padrí II (1974), i la fascinant epopeia del Vietnam, Coppola es va imposar com un dels directors més importants dels anys 1970. És un dels rars directors a haver guanyat dues vegades la Palma d'Or (Apocalypse Now i La conversa). Les pel·lícules de Coppola, Friedkin i Bogdanovich tenen en comú d'haver transformat el «estil radical» del New Hollywood en un estil més temperat, més destinat a les masses, poc abans del declivi del moviment, suplantat per l'era dels blockbusters.

## El crepuscle

### Martin Scorsese
El director Martin Scorsese és un italo-americà com Coppola, procedent com ell i d'altres, de l'escola del productor de Sèries B Roger Corman, qui havia construït un sistema independent eficaç i molt lucratiu. Els futurs estrelles de la realització s'exercitaven en l'escenificació, i dels actors com Jack Nicholson, Robert De Niro, Bruce Dern o Sylvester Stallone hi van aconseguir els seus primers papers.
Scorsese va convèncer primer de tot el 1973 amb Mean Streets, un retrat realista sobre els truans dels carrers novaiorquesos. Va realitzar el 1975 Taxi Driver, Palma d'Or convertit en un clàssic de la història del cinema. Robert De Niro es va donar a conèixer en el paper d'un veterà del Vietnam desarrelat que començava una campanya de venjança als carrers de Nova York. L’angoixant Toro salvatge, amb l'actuació de De Niro, feta el 1980 es va convertir també en un nou clàssic.
Fins a mitjans dels anys 1970, l'èxit dels directors establerts del Nou Hollywood com Mike Nichols, Robert Altman o Arthur Penn es va reduir. D'altres com a George Roy Hill, Sydney Pollack, Milos Forman o Alan J. Pakula van complir en un estil innovador de les pel·lícules comercials d’èxit com El cop (1973), Algú va volar sobre el niu del cucut (1975) o Tots els homes del president (1976), ajuntant la tradició del Nou Hollywood a una escenificació comercialment més adaptada.

### Lucas, Spielberg i els primersblockbusters
El declivi del Nou Hollywood va paral·lel amb l'emergència dels directors George Lucas i Steven Spielberg, procedents de la mateixa generació. L'antic director de telefilms Spielberg que va retenir l'atenció amb el seu thriller Duel, va començar sense gaire èxit comercial una carrera cinematogràfica amb Boja evasió (1973), variant de Bonnie And Clyde. Jaws, gran èxit suportat per un màrketing eficaç, va ser el precursor dels blockbusters de l'estiu. Amb la seva pel·lícula d'ovnis optimista i visualment espectacular Encontres a la tercera fase, Spielberg va aixecar un contrapès a les visions apocalíptiques de la ciència-ficció tradicional.
George Lucas superava en aquella època l'èxit de Spielberg. Va signar un primer gran èxit el 1973 amb el nostàlgic American Graffiti. El 1977, el seu soap opera La Guerra de les Galàxies va trencar tots els rècords i va establir d'alguna manera una nova «religió» de cultura popular. La Guerra de les Galàxies, la trama del qual pot ser comparada a un conte de fades, preconitza l'estructura formal dels blockbusters: personatges ben identificats, victòria dels «gentils» sobre els « dolents » història sentimental que acaba bé, al contrari de les temàtiques del New Hollywood. L'abundància dels efectes especials i el marxandatge internacional completaran aquesta «fórmula de l'èxit» represa llavors per Hollywood.
L'emergència de Spielberg i Lucas, que han inventat els blockbusters «positius» té segellat el declivi del «vell» New Hollywood, escèptic i crític. Després del final de la Guerra del Vietnam i la caiguda de Richard Nixon, el públic volia veure de nou pel·lícules lleugeres amb happy end, pel·lícules-producte més aviat que de les constants replantejaments en comportaments socials. Com en el mateix temps els directors del New Hollywood han conegut un declivi artístic o fracassos deguts a la seva megalomania, de sobte no hi va haver més lloc per a la seva visió cinematogràfica. Al final dels anys 1970, les produccions anti-establishment de gran pressupost com Heaven's Gate, The Blues Brothers o 1941  van ser sonats fracassos comercials, els estudis es van reorientar d'una manera radical cap a les pel·lícules formatades, molt més lucratives. Els productors ho van aprofitar per recuperar la feina que havien perdut en benefici dels directors del New Hollywood.

## Els anys 1980
Sota l'era Reagan, el cinema es va orientar cap a èxits optimistes i patriòtics (Rambo 2 ,  Top Gun). Spielberg i Lucas van consolidar les seves posicions, com a directors/productors de trilogies molt lucratives (La Guerra de les Galàxies,  Indiana Jones),  Back to the Future), produccions més llises, abundants en efectes especials i resolutament rodades cap a l'entreteniment. Pel·lícules d'acció d'envergadura com  Aliens o Die Hard es van convertir en èxits mundials i van fundar un nou subgènere. La superficialitat dels espots publicitaris i dels clips va ser adaptada a la pantalla amb èxit (Flashdance,  Nou setmanes i mitja).
Els cineastes importants del New Hollywood com Coppola, Penn o Nichols es van instal·lar durant aquest temps en una rutina de pel·lícules d'encàrrec. Les carreres de Friedkin, Bogdanovich, Ashby, Altman, Scorsese es van estancar.
L'època del New Hollywood es va acabar definitivament, però veterans com Altman o Scorsese la van reprendre amb l'èxit de la crítica en els anys 90 (Un dels nostres, Casino,  Vides encreuades)

## Pel·lícules emblemàtiques del New Hollywood
- 1967: El graduat de Mike Nichols, Bonnie i Clyde d'Arthur Penn
- 1968: Night of the Living Dead de George A. Romero
- 1969: Easy Rider de Dennis Hopper, Grup salvatge de Sam Peckinpah, Cowboy de mitjanit de John Schlesinger
- 1970: M*A*S*H de Robert Altman
- 1971: L'última projecció de Peter Bogdanovich, French Connection de William Friedkin,A Clockwork Orange  de Stanley Kubrick.
- 1972: El Padrí de Francis Ford Coppola
- 1973: American Graffiti de George Lucas, Badlands de Terrence Malick
- 1974: Chinatown de Roman Polanski, El Padrí II de Francis Ford Coppola
- 1975:  Algú va volar sobre el niu del cucut de Milos Forman
- 1976: Taxi Driver de Martin Scorsese
- 1977: Annie Hall de Woody Allen
- 1978: Halloween, la nit de les màscares de John Carpenter, El caçador de Michael Cimino
- 1979: Apocalypse Now de Francis Ford Coppola, Manhattan de Woody Allen
- 1980: Toro salvatge de Martin Scorsese, Heaven's Gate de Michael Cimino

## Realitzadors emblemàtics amb una selecció de pel·lícules
- Woody Allen: Take the Money and Run (1969), Everything You Always Wanted to Know About Sex (But Were Afraid to Ask) (1972), Sleeper (1973), Annie Hall (1977 – Oscar a la millor pel·lícula), Manhattan (1979)
- Robert Altman: M*A*S*H (1970 - Palma d'Or), McCabe i la senyora Miller (1971), El llarg adéu (1973), Nashville (1975)
- Hal Ashby: Harold and Maude (1971), The Last Detail (1973), Shampoo (1975)
- Robert Benton: Kramer contra Kramer (1979 - Oscar a la millor pel·lícula)
- Peter Bogdanovich: Targets (1968), L'última projecció (1971), What's Up, Doc?  (1972), Paper Moon (1973)
- John Boorman: A boca de canó (1967), Deliverance (1972))
- Mel Brooks: The Producers (1968), Selles de muntar calentes (1974), El jove Frankenstein (1974)
- John Carpenter: Dark Star (1974), Assaut (1976), Halloween  (1978)
- John Cassavetes: Husbands (1970), Una dona ofuscada (1974), L'assassinat d'un corredor d'apostes xinès (1976)
- Michael Cimino: El caçador (1978 - Oscar a la millor pel·lícula), La porta del cel (1980)
- Francis Ford Coppola: El Padrí (1972 - Oscar a la millor pel·lícula, El Padrí II (1974 - oscar a la millor pel·lícula), La conversa (1974 – Palma d'Or), Apocalypse Now (1979 – Palma d'Or)
- Roger Corman: El viatge (1967), Maleïda mare (1970), Gas-s-s-s (1971)
- Brian de Palma: Sisters (1973), Phantom of the Paradise, (1974) Carrie (1976)
- Peter Fonda: The Hired Hand (1971)
- Milos Forman: Algú va volar sobre el niu del cucut (1975 - Oscar a la millor pel·lícula), Hair (1978)
- Bob Fosse: Cabaret (1972), Lenny (1974)
- William Friedkin: French Connection (1971 – Oscar a la millor pel·lícula), L'exorcista (1973)
- Monte Hellman: The Shooting (1967), Two-Lane Blacktop (1971)
- George Roy Hill: Butch Cassidy and the Sundance Kid (1969), Slaughterhouse-Five 5 (1972), El cop (1973 - Oscar a la millor pel·lícula)
- Tobe Hooper: The Texas Chain Saw Massacre (1974)
- Dennis Hopper: Easy Rider (1969), The Last Movie (1971)
- Norman Jewison: En la calor de la nit (1967 - Oscar a la millor pel·lícula), El cas de Thomas Crown, Jesucrist superstar (1973)
- George Lucas: THX 1138 (1971),American Graffiti (1973), Star Wars Episodi IV: Una Nova Esperança (1977)
- Sidney Lumet: Serpico (1973), Murder on the Orient Express (1974), Tarda negra (1975), Network (1976)
- Paul Mazursky: Bob, Carol, Ted i Alice (1969), Alex In Wonderland (1970), An Unmarried Woman (1978)
- Russ Meyer: MegaVixens (1970), Orgissimo (1970)
- John Milius: Dillinger (1973), El vent i el lleó (1975)
- Mike Nichols: El graduat (1967), Catch-22 (1970)
- Jack Nicholson: Drive, He Said (1967)
- Alan J. Pakula: Klute (1971), The Parallax View (1974), Tots els homes del president (1976)
- Sam Peckinpah: Grup salvatge (1969), Pat Garrett and Billy The Kid (1973), Bring Me the Head of Alfredo Garcia (1974)
- Arthur Penn: Bonnie i Clyde (1967), Petit gran home (1970)
- D.A. Pennebaker: Dont Look Back (1967), Monterey Pop (1968)
- Roman Polanski: Rosemary's Baby (1968), Chinatown (1973)
- Sydney Pollack: They Shoot Horses, Don't They? (1969), Jeremiah Johnson (1972), Els tres dies del Còndor (1975)
- Bob Rafelson: Five Easy Pieces (1970), The King of Marvin Gardens (1972)
- Carl Reiner: Where's Poppa? (1970)
- George A. Romero: Night of the Living Dead (1968), Zombie (1978)
- Herbert Ross: The Owl and the Pussycat (1970), Play It Again, Sam (1972), The Turning Point (1977)
- Franklin J. Schaffner: El planeta dels simis (1968), Patton (1970 - Oscar a la millor pel·lícula), Papillon (1973)
- Jerry Schatzberg: The Panic in Needle Park (1971), L'espantaocells (1973 - Palma d'or)
- John Schlesinger: Cowboy de mitjanit (1969 – Oscar a la millor pel·lícula), Marathon Man (1976)
- Martin Scorsese: Bertha Boxcar (1972), Mean Streets (1973), Alícia ja no viu aquí  (1974), Taxi Driver (1976 – Palma d'or), The Last Waltz (1978), New York, New York (1977), Raging Bull (1980)
- Steven Spielberg: The Sugarland Express (1974), Jaws (1975), Encontres a la tercera fase (1977), 1941 (1979)
- Douglas Trumbull: Silent Running (1972)
- Michael Wadleigh: Woodstock (1970)
- Peter Yates: Bullitt (1968), John and Mary (1969), La guerra de Murphy (1971), The Hot Rock (1972), Tot ho faig per tu (1974),

## Altres protagonistes
- Productors: Bert Schneider (Easy Rider,  Five Easy Pieces, L'última Sessió), Robert Evans (El Padrí, Chinatown, Marathon Man), Roger Corman
- Guionistes: William Goldman (Butch Cassidy and the Kid, Els Homes del president, Marathon Man), Robert Towne (Bonnie & Clyde, The Last Detail , Chinatown), Rudy Wurlitzer ( Two-Lane Blacktop, Pat Garrett i Billy The Kid), Buck Henry (El graduat, Catch 22 , What’s up, Doc?), Mario Puzo (El Padrí, El Padrí 2), John Milius (Jeremiah Johnson, Jaws, Apocalypse Now), Robert Benton (Bonnie & Clyde, What's up, Doc?), Paul Schrader (Taxi Driver, Obsession, Raging Bull)
- Director de fotografia: Vilmos Zsigmond (John McCabe, Deliverance, Sugarland Express), László Kovács (Easy Rider, Five Easy Pieces, Shampoo), Conrad Hall (Butch Cassidy and the Kid,  Marathon Mann), Gordon Willis Klute, El Padrí, Els Homes del president)
- Muntatge: Marcia Lucas (American Graffiti,  Alícia ja no viu aquí ,  La Guerra de Les Galàxies), Verna Fields (What's up, Doc,  Paper Moon , Jaws), Owen Roizman (French Connection, Der Exorzist, Els tres dies del condor), Thelma Schoonmaker (Woodstock, Raging Bull), Sam O'Steen (El graduat, Catch 22, Chinatown ), Walter Murch (La conversa, El Padrí 1 i 2, Apocalypse Now)

Pauline Kael, una de les crítiques americanes més influents, ha donat suport al New Hollywood a través dels seus articles positius i les seves entrevistes i mantenia relacions d'amistat amb alguns protagonistes.